# J·R·基洛哈
J·R·基洛哈（英語：J. R. Kealoha，？—1877年3月5日）是夏威夷族美国联邦军士兵。夏威夷王国在19世纪尚属独立国家，据确切记载，有上百名夏威夷原住民或在该国出生的公民投身南北战争，这些人统称“南北战争夏威夷之子”，基洛哈便是其一。
基洛哈加入宾夕法尼亚州组建的美国第41有色人种步兵团，曾参与彼得斯堡围城战，在此期间与另一名夏威夷军人一起遇到生于夏威夷王国的塞缪尔·查普曼·阿姆斯特朗上校，后者把他们的相遇写进家书。1865年4月9日，基洛哈与第41步兵团的战友一起在阿波马托克斯法院见证邦联军总司令罗伯特·E·李将军和北维吉尼亚军团投降。战争结束后他返回夏威夷，于1877年3月5日谢世，遗体葬在檀香山瓦胡公墓的无碑坟墓。
内战结束后，包括布什在内众多夏威夷军人的贡献很大程度上已被遗忘，但在他们后代和少数历史学家共同努力下，夏威夷王国和美国这段特殊历史时期的人物和故事引起学界兴趣。2010年，檀香山太平洋国家纪念公墓的纪念通道旁为南北战争夏威夷之子立起青铜牌匾。2014年，当地为已经持续137年没有墓碑的基洛哈墓地立碑。

## 生平
南北战争爆发后，夏威夷王国国王卡美哈梅哈四世于1861年8月26日宣布中立。但是，许多夏威夷原住民和夏威夷出生的美国公民（以美国传教士后裔为主）自行前往美国本土或就在夏威夷群岛加入分属不同州的联邦或邦联军队。从1812年战争开始，历史上多次美国战事都有夏威夷原住民的身影，内战也不例外且人数更多。夏威夷王国的传教士大部分来自新英格兰，该国不少人靠新英格兰捕鲸业安身立命，还有很多人反对奴隶制，所以大部分国民支持联邦。
战争爆发前基洛哈的经历已不可考，他于1864年入伍后作为二等兵分配到9月30日至12月7日在宾夕法尼亚州威廉·佩恩营组建的美国第41有色人种步兵团，团长是莱韦林·哈斯克尔（Llewellyn F. Haskell）上校。与参战的其他大部分夏威夷原住民一样，基洛哈估计也是因为肤色偏黑而因军队种族隔离政策分配到有色人种部队大部分出身夏威夷王国的内战军人入伍时是用英语化名登记，但基洛哈是其中少见的例外，对说英语的美国人而言英语化名比夏威夷语姓名易于发音。“卡纳卡人”（Kanaka）是19世纪夏威夷和太平洋岛原住民的常见称谓，许多人就以此登记身份，籍贯则是“三明治群岛”（夏威夷群岛别称）。

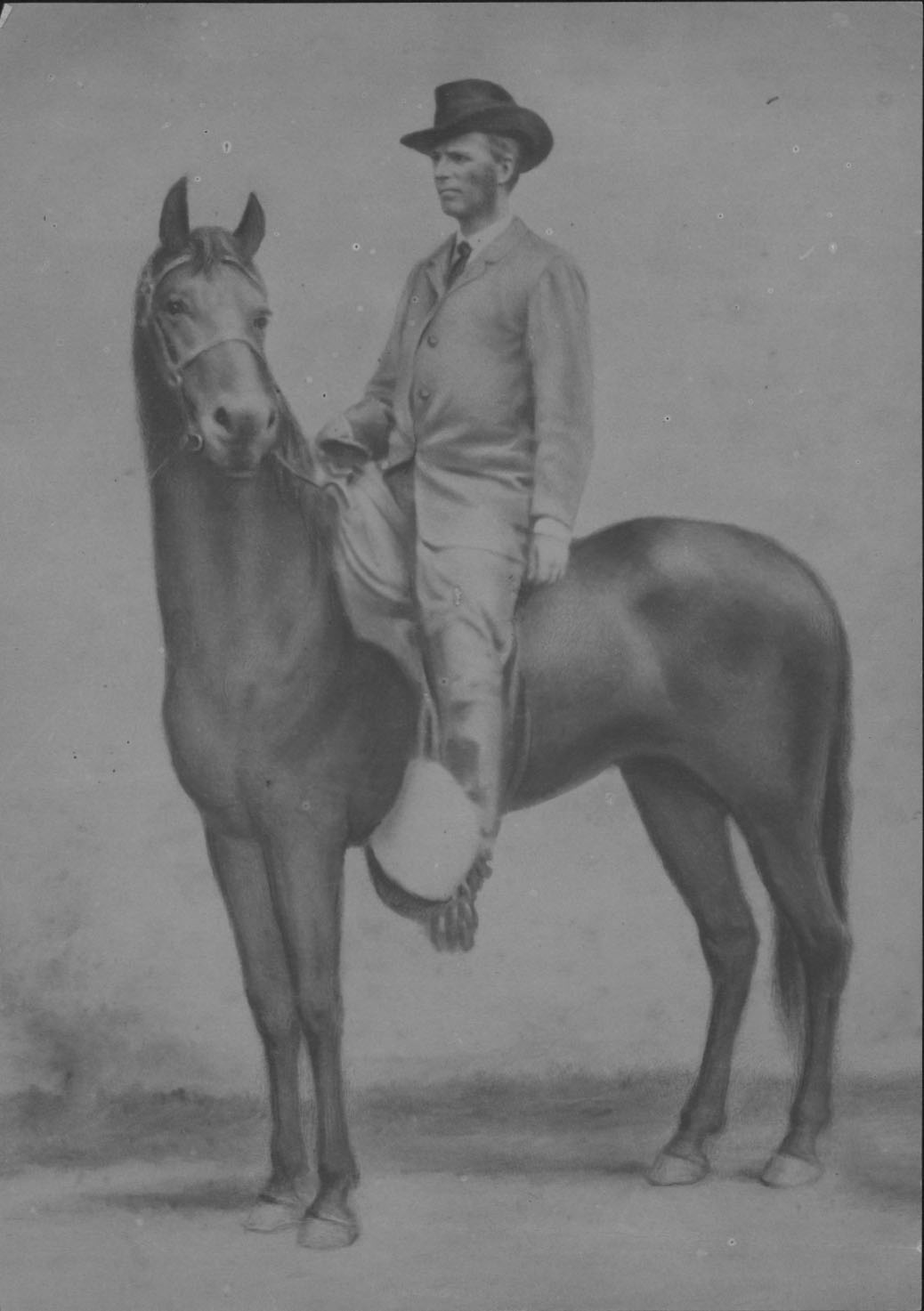
塞缪尔·查普曼·阿姆斯特朗上校是参与南北战争的夏威夷王国人士中少有的高级军官，统领第九和第八有色人种步兵团

基洛哈曾于1864年10月至1865年4月参与彼得斯堡围城战，在此期间与第28有色人种步兵团的夏威夷老乡凯威（Kaiwi）一起遇到塞缪尔·查普曼·阿姆斯特朗（Samuel Chapman Armstrong）上校。阿姆斯特朗的父亲理查德（Richard Armstrong）是茂宜岛传教士，塞缪尔在家书中记录他与基洛哈等人的相遇，这封信获1865年夏威夷传教报纸《朋友报》（The Friend）刊登：
昨天，我在像往常一样照顾马匹时问他是哪里人，他说来自夏威夷！他叫基洛哈，是纯种卡纳卡人，去年从群岛过来。还有另一个老乡叫凯威，住得离法官史密斯不远，去年七月过来的。我很高兴认识他们，大家聊起故土而且好一顿胡扯。基洛哈是美国第41有色人种步兵团的二等兵，凯威是第28有色人种步兵团二等兵，属先锋部队。两人都挺实在，而且很高兴我们能相识。
经过彼得斯堡围城战中持续数月的阵地战，基洛哈与第41团战友又投入阿波马托克斯法院战役，并于1865年4月9日在阿波马托克斯法院共同见证邦联军总司令罗伯特·E·李将军和北维吉尼亚军团投降。1865年11月10日，第41团在德克萨斯州布朗斯维尔集合，并于同年12月14日在费城退役。第41团的现有或历史记录都没有基洛哈服役的记载，历史学家安妮塔·曼宁（Anita Manning）和贾斯汀·万斯（Justin Vance）估计这“可能是因为他是用另一个名字登记”，也有可能是因为第41团解散后，只有集结部队的纪录交由陆军副官长办事处保留。
基洛哈战后返回夏威夷，1877年3月5日辞世后与另外18位原住民一起葬在檀香山瓦胡公墓第一区第56号无碑墓。夏威夷成为美国领地后，美国退伍军人服务委员会（美国退伍军人事务部前身）记下基洛哈的内战服役经历，把他的名字列入“已故退伍军人”并附下葬地点。

## 纪念

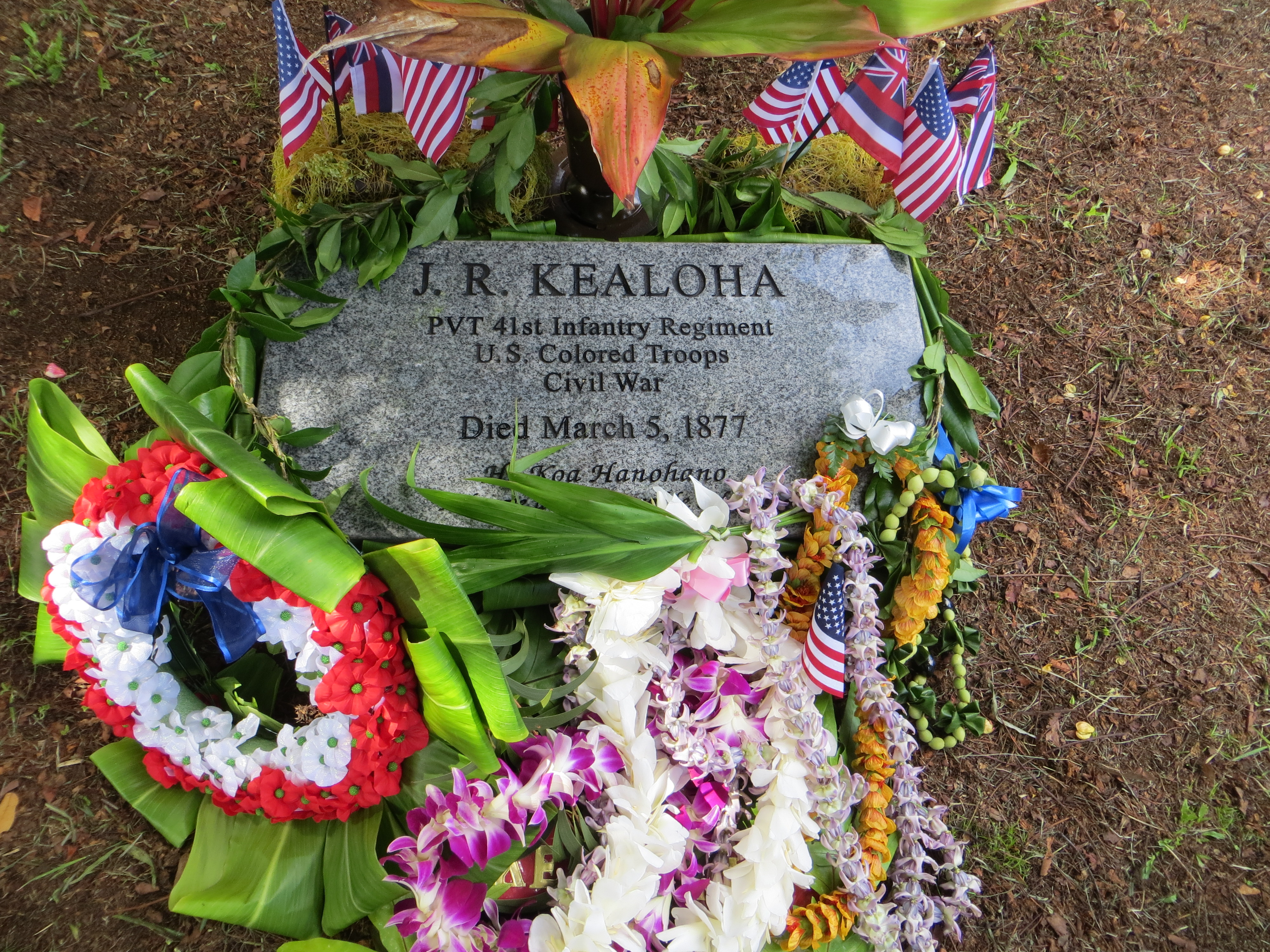
基洛哈的墓碑，旁边是榄果链珠藤花环和夏威夷相思木树枝等多种装饰

基洛哈的墓地起初没有墓碑，137年后，由曼宁、万斯、纳内特·拿破仑（Nanette Napoleon）、埃里克·穆勒（Eric Mueller）等人组成，隶属夏威夷南北战争圆桌会议组织的夏威夷团体为他立碑。曼宁于2011年在夏威夷州档案馆找到带有基洛哈名字的记录，上有他的内战服役信息和下葬地点，但曼宁找到墓地时却不无失望地发现上面居然连墓碑都没有。曼宁认为，基洛哈的服役经历有十分重要的历史意义：
基洛哈是诸多投身南北战争夏威夷男儿的代表，他们知道战争残酷却依然甘冒大险，我们都因他们承担的风险受益……我们有义不容辞的责任承认他们的贡献。
曼宁等人的团体向美国退伍军人事务部呈请为基洛哈立碑，但该部以程序上无法为没有近亲在世的逝者立碑为由拒绝。2009年制订、2012年生效的政策规定，只有死者近亲才能向退伍军人事务部递交纪念碑申请。呈请遭拒后，夏威夷地方纪念碑制造商荣誉人生纪念向基洛哈捐献花岗岩墓碑。
墓碑于2014年10月25日正式竖立并揭幕。夏威夷南北战争圆桌会议成员及其他人身着古装，在瓦胡公墓见证夏威夷族牧师卡胡·席尔瓦（Kahu Silva）主持的立碑仪式，还有人扮成内战军人以军礼和礼炮向往生者致敬。根据夏威夷传统习俗，墓碑上有神圣的榄果链珠藤花环和夏威夷相思木树枝装饰，代表“基洛哈勇气过人、肝胆相照和英勇无畏的崇高品质”。碑上刻有他的名字、服役部队、去世日期，以及夏威夷语和英语文字：“荣誉的战士、勇敢而光荣的军人”。
2010年8月26日，值夏威夷王国宣布中立150周年纪念之际，檀香山太平洋国家纪念公墓（National Memorial Cemetery of the Pacific）的纪念通道旁立起青铜牌匾，纪念文献有载的上百名投身南北战争各方阵营的“南北战争夏威夷之子”（Hawaiʻi Sons of the Civil War）。截至2014年，研究人员已根据历史文献确定119名夏威夷原住民或在该国出生的内战军人身份，但由于许多人入伍时采用英语化名登记，又没有详细记载存世，确切人数及其他大部分信息都已无从考证。所有参与南北战争的夏威夷军人中，共有包括詹姆斯·伍德·布什和亨利·胡鲁鲁·皮特曼在内的48人葬在夏威夷，其中又只有基洛哈的墓地为后人所知。夏威夷新闻记者切尔西·戴维斯（Chelsea Davis）表示，基洛哈已成为所有投身南北战争，但却已被后人遗忘的夏威夷男儿代表。

### 脚注
1. 1 2 3 4 5 6 7  Vance & Manning 2015b，第138–141頁.
2. 1 2 3 4 5 6 7 8  Cole 2014
3. 1 2  Vance & Manning 2015c，第161–163頁.
4. ↑  Vance & Manning 2015a，第132–135頁.
5. ↑  Kuykendall 1953，第57–66頁.
6. ↑  Schmitt 1998，第171–172頁.
7. ↑  Manning & Vance 2014，第145–170頁.
8. ↑  Okihiro 2015，第88–89頁.
9. 1 2 3 4  Vance & Manning 2012
10. 1 2  Cox 2013，第489–490頁.
11. 1 2 3  Bates 1871，第1066–1080頁.
12. 1 2  Raphael-Hernandez & Steen 2006，第321頁.
13. 1 2 3 4 5 6  Davis 2014
14. 1 2  Hawai’i Pacific University 2015
15. ↑  Von Buol 2012
16. ↑  Armstrong 1865
17. 1 2  Drewes 2014
18. 1 2  Kozlovich 2013
19. ↑  Kozlovich & Napoleon 2014.
20. ↑  Manning 2014.
21. ↑  Iwamoto 2014.
22. ↑  Silva 2014.
23. ↑  Cole 2010
24. ↑  Punaboy 2015

### 书目和期刊
- Bates, Samuel P.  V. B. Singerly, State Printer: Harrisburg, PA. 1871  [2020-07-02]. OCLC 1887553.
- Cox, Christopher. . Raleigh, NC: Lulu Publishing. 2013  [2020-07-02]. ISBN 978-1-300-71312-8. （原始内容存档于2020-08-05）.
- Kuykendall, Ralph Simpson.  2. Honolulu: University of Hawaii Press. 1953  [2020-05-28]. ISBN 978-0-87022-432-4. OCLC 47010821. （原始内容存档于2014-12-13）.
- Manning, Anita; Vance, Justin W. . Hawaiian Journal of History (Honolulu: Hawaiian Historical Society). 2014, 47: 145–170. OCLC 60626541. hdl:10524/47259.
- Okihiro, Gary. . Oakland: University of California Press. 2015  [2020-05-28]. ISBN 978-0-520-96030-5. OCLC 914255697. （原始内容存档于2021-01-01）.
- Raphael-Hernandez, Heike; Steen, Shannon. . New York: New York University Press. 2006: 321  [2020-05-28]. ISBN 978-0-8147-7581-3. OCLC 181536004. （原始内容存档于2021-01-01）.
- Schmitt, Robert C. . Hawaiian Journal of History (Honolulu: Hawaiian Historical Society). 1998, 32: 171–174. OCLC 60626541. hdl:10524/521.
- Shively, Carol A. (编). . . Washington, DC: National Park Service. 2015: 130–163. ISBN 978-1-59091-167-9. OCLC 904731668.
- Vance, Justin; Manning, Anita. . Shively, Carol A.  (编). . Washington, DC: National Park Service. 2015: 132–135. ISBN 978-1-59091-167-9. OCLC 904731668.
- Vance, Justin; Manning, Anita. . Shively, Carol A.  (编). . Washington, DC: National Park Service. 2015: 138–141. ISBN 978-1-59091-167-9. OCLC 904731668.
- Vance, Justin; Manning, Anita. . Shively, Carol A.  (编). . Washington, DC: National Park Service. 2015: 161–163. ISBN 978-1-59091-167-9. OCLC 904731668.
- Vance, Justin W.; Manning, Anita. . World History Connected (Champaign, IL: University of Illinois). 2012-10, 9 (3)  [2020-05-31]. （原始内容存档于2021-01-01）.

### 报纸和网上来源
- Armstrong, Samuel C. . The Friend 22 (4) (Honolulu: Samuel C. Damon). 1865-04-01: 30  [2016-01-13]. （原始内容 (PDF)存档于2016-01-13）.
- Cole, William. . Honolulu Star-Advertiser (Honolulu). 2014-02-23  [2020-05-31]. （原始内容存档于2020-09-23）.
- Cole, William. . Honolulu Star-Advertiser (Honolulu: Oahu Publications, Inc.). 2010-05-31  [2020-05-28]. （原始内容存档于2016-02-17）.
- Davis, Chelsea. . Hawaii News Now. 2014-10-26  [2020-05-28]. （原始内容存档于2021-01-01）.
- Drewes, Paul. . KITV 4 News. 2014-10-05  [2015-10-17]. （原始内容存档于2015-10-17）.
- Hawai’i Pacific University. . Hawai’i Pacific University. 2015-04-02  [2016-04-15]. （原始内容存档于2016-04-15）.
- Iwamoto, Karen A. . Hawai’i Army Weekly (Fort Shafter, HI: Public Affairs Office of the United States Army Western Command). 2014-10-21  [2018-08-16]. （原始内容存档于2018-08-16）.
- Punaboy. . Aloha Valley. 2015-06-20  [2016-06-05]. （原始内容存档于2015-07-17）.
- Kozlovich, Beth-Ann. .   [2020-07-02]. （原始内容存档于2020-08-05）.
- Kozlovich, Beth-Ann; Napoleon, Nanette. . Hawaii Public Radio-HPR2. 2014-09-22  [2020-07-02]. （原始内容存档于2020-08-05）.
- Manning, Anita.  (PDF). The Aloha Elk, Honolulu Lodge No. 616 B.P.O.E 70 (7). 2014-10  [2018-08-16]. （原始内容 (PDF)存档于2018-08-16）.
- Silva, Kahu. . Hawaii Cultural Services. 2014-11-15  [2020-07-02]. （原始内容存档于2020-12-03）.
- Von Buol, Peter. . Maui Nō Ka Magazine. November/December (Wailuku, HI: Haynes Publishing Group). 2012  [2020-07-02]. （原始内容存档于2020-08-22）. 参数|magazine=与模板{{cite news}}不匹配（建议改用{{cite magazine}}或|newspaper=） (帮助)

## 扩展阅读
- Kam, Ralph Thomas. . The Hawaiian Journal of History (Honolulu: Hawaiian Historical Society). 2009, 43: 125–151. OCLC 60626541. hdl:10524/12242.
- Moniz, Wayne. . Wailuku, HI: Pūnāwai Press. 2014. ISBN 978-0-9791507-4-6.
- Rogers, Charles T. (编). . The Hawaiian Monthly 1 (1) (Honolulu: Printed at the Hawaiian Gazette Office). 1884-01: 2–4  [2020-05-28]. OCLC 616847011. （原始内容存档于2021-01-05）.
- Foenander, Terry; Milligan, Edward;  et al.  (PDF). National Park Service. 2015-03  [2020-05-28]. （原始内容存档 (PDF)于2017-05-07）.